# Cochlostoma anomphale
Cochlostoma anomphale, ungebräuchlich auch Ungenabelte Walddeckelschnecke ist eine auf dem Land lebende Schneckenart aus der Familie der Walddeckelschnecken (Cochlostomatidae) in der Ordnung Architaenioglossa („Alt-Bandzüngler“).

## Merkmale
Das rechtsgewundene Gehäuse ist 5,9 bis 7,6 mm hoch und 2,8 bis 3,6 mm breit. Es besitzt 7 bis 8 gut gewölbte Windungen, die von einer mäßig tiefen Naht voneinander abgesetzt werden. Die letzte Windung steigt etwa auf der Höhe der vorletzten Windung an und ist nicht erweitert. Kurz vor der Mündung ist die letzte Windung deutlich verengt. Der Mündungsrand ist z. T. breit umgeschlagen. Im Spindelbereich ist er recht- bis spitzwinklig-ohrförmig modifiziert. Bei alten Exemplaren ist er mit dem Spindelumschlag verwachsen und kaum noch sichtbar. Der Mundsaum ist unten und außen sehr schmal. Im unteren Teil der Mündung ist eine kräftige Schwiele vorhanden. Im Nackenbereich ist der Nackenwulst gelblich-weiß.
Das Gehäuse ist rotbraun bis hornfarben. Es ist beim lebenden Tier oft blaugrau angelaufen und trüb. Auf den unteren Windungen sind zwei Fleckenbänder, auf der Endwindung drei Fleckenbänder aus undeutlich begrenzten hellbraunen Flecken ausgebildet. Die Oberfläche ist mit feinen Rippen dicht und regelmäßig ornamentiert. Die Rippen werden auf der Endwindung dichter und feiner.

### Ähnliche Arten
Das Gehäuse ist kleiner und schlanker als das Gehäuse der Kleinen Walddeckelschnecke (Cochlostoma septemspirale).

## Geographische Verbreitung und Lebensraum
Das Verbreitungsgebiet ist auf die Steiner Alpen im Grenzgebiet von Österreich und Slowenien und die Julischen Alpen beschränkt. Die Tiere leben auf Felsen und Geröllhalden, aber auch in Gebirgswäldern von etwa 550 m bis 1200 m über Meereshöhe.

## Taxonomie
Das Taxon wurde 1939 von Werner Boeckel als Unterart Cochlostoma septemspirale anomphale aufgestellt. Es wird heute meist als eigenständige Art interpretiert, und von der Fauna Europaea zur Untergattung Cochlostoma (Turritus) Westerlund, 1883 gestellt.

## Belege

### Online
- AnimalBase – Cochlostoma anomphale